# The Golden Fetter
The Golden Fetter è un film muto del 1917 diretto da Edward J. Le Saint. La sceneggiatura di Charles Maigne si basa sull'omonimo racconto di Charles Tenney Jackson pubblicato su Collier's National Weekly. Prodotto dalla Jesse L. Lasky Feature Play Company e distribuito dalla Paramount, il film aveva come interpreti Wallace Reid, Anita King, Tully Marshall, Guy Oliver, Walter Long.

## Trama
Faith Miller, un'insegnante del Massachusetts, viene consigliata dai medici di lasciare il lavoro per prendersi una pausa e rimettersi in salute. Decide così di partire per il West, dove si trova una miniera di cui è diventata proprietaria avendola acquistata da Henry Slade. Ben presto la sua salute migliora ma poi Faith scopre che Slade, uno speculatore senza scrupoli, le ha venduto una miniera senza valore. Gli abitanti della cittadina vogliono aiutarla, spinti dalla compassione per la sua difficile situazione finanziaria. La prendono quindi come insegnante, ma purtroppo gli allievi sono solo due: uno è un ragazzino, l'altro è James Ralston, un ingegnere minerario che è sospettato di aver partecipato a una rapina al treno. Il giovane ha destato sospetti perché, poco prima del colpo, è stato visto insieme ad alcuni tipi poco raccomandabili. Ralston si innamora di Faith ma, quando offre rifugio a Edson e McGill, i rapinatori, perché i due lo hanno curato quando era gravemente malato, lo sceriffo viene ucciso. Per il delitto, arrestano Ralston che viene condannato a morte. Inutilmente Faith cerca di salvarlo. Sarà solo la confessione sul letto di morte di Edson, il vero assassino, a impedirne l'esecuzione.

## Produzione
Il film fu prodotto dalla Jesse L. Lasky Feature Play Company.

## Distribuzione
Il copyright del film, richiesto dalla Jesse L. Lasky Feature Play Co., fu registrato il 20 gennaio 1917 con il numero LP10051. 
Distribuito dalla Paramount Pictures, il film uscì nelle sale statunitensi il 25 gennaio 1917. In Svezia, fu distribuito il 7 gennaio 1921 con il titolo Den gyllene bojan.

### Conservazione
Copia completa della pellicola si trova conservata negli archivi della Library of Congress di Washington.